# Eunidia varicolor
Eunidia varicolor är en skalbaggsart som beskrevs av Stefan von Breuning 1971. Eunidia varicolor ingår i släktet Eunidia och familjen långhorningar.
Artens utbredningsområde är Ghana. Inga underarter finns listade i Catalogue of Life.